# Tarsdorf
Tarsdorf es un municipio del distrito de Braunau am Inn en el estado de Alta Austria.

## Geografía
Tarsdorf está en la región de Innviertel. Cerca de un 38 por ciento del municipio es bosque y un 55 tierra de cultivo.